# Herbert Stachowiak

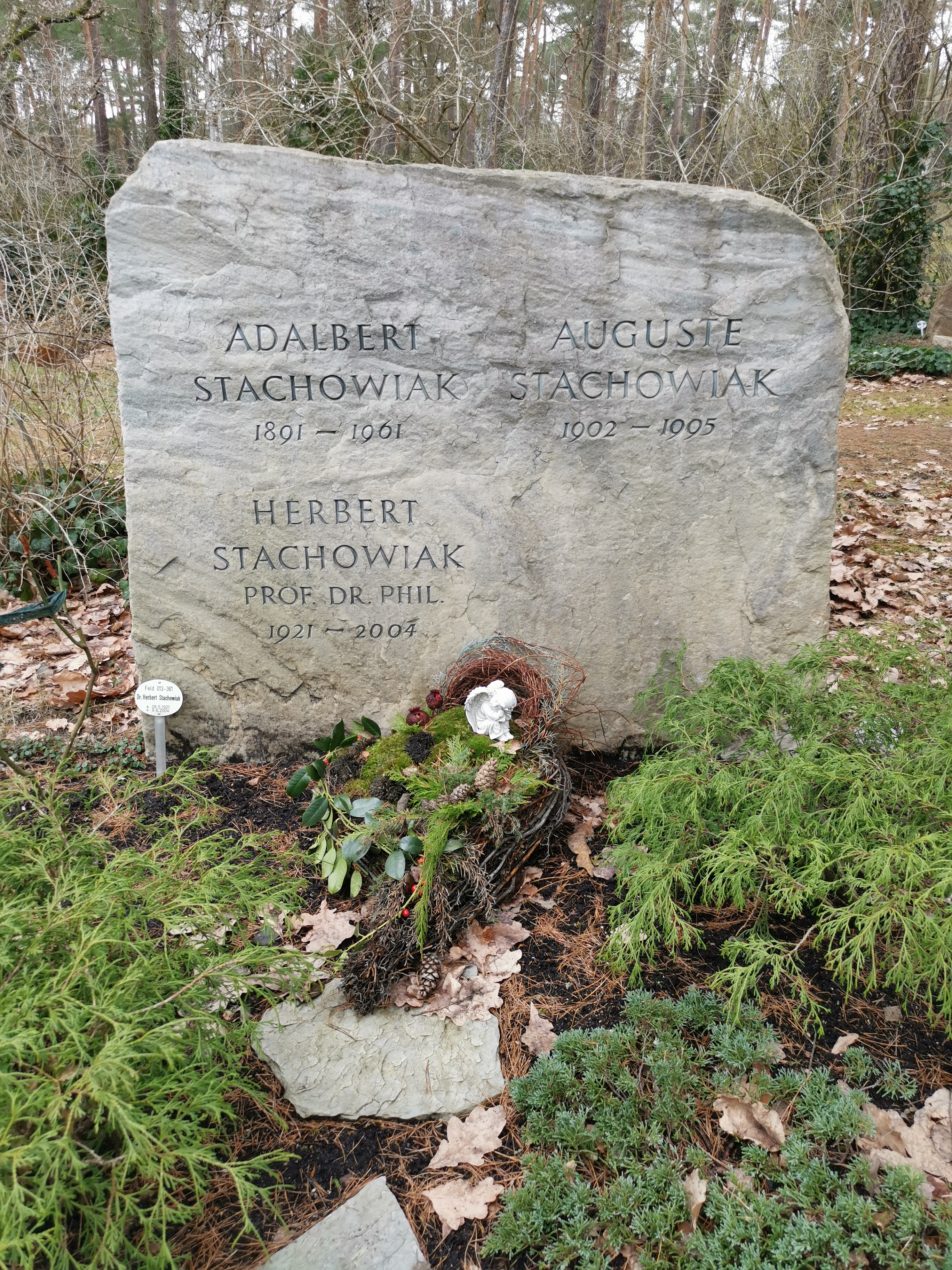
Grabstelle auf dem Waldfriedhof Zehlendorf in Berlin (Feld 13-361)

Herbert Stachowiak (* 28. Mai 1921 in Berlin; † 9. Juni 2004 in Berlin) war ein deutscher Philosoph. Von 1973 bis 1986 lehrte er als ordentlicher Professor an der Universität Paderborn.

## Leben
Nach einer gewerblichen Ausbildung in der Flugzeugindustrie erlangte Stachowiak 1941 das Abitur auf dem zweiten Bildungsweg. Er war weiterhin in der Industrie sowie als Lehrer an einer Abendschule tätig, bevor er 1944 zum Kriegsdienst eingezogen wurde. Seit 1946 studierte er Mathematik, Physik und Philosophie in Berlin, zunächst an der heutigen Humboldt-Universität und später an der Freien Universität, die 1948 wegen der politischen Verhältnisse im Westen der Stadt neu gegründet worden war. 1949 gehörte er zu den Gründern der RIAS-Funkuniversität und hielt regelmäßig Vorträge zu wissenschaftlichen, philosophischen und kulturpolitischen Themen. Von 1949 bis 1973 war er Inhaber und Leiter eines privaten Abendgymnasiums in Berlin. 1956 promovierte er zum Dr. phil. mit einer Dissertation über Grundlagen der Mathematik. Stachowiak beteiligte sich gemeinsam mit Otto W. Haseloff als Herausgeber an der Buchreihe Schriften zur wissenschaftlichen Weltorienterung des Verlages Lüttke.
Nach Lehraufträgen und einer Lehrstuhlvertretung wurde er 1971 zum außerplanmäßigen Professor an der Freien Universität Berlin ernannt. 1973 erfolgte die Berufung für Wissenschafts- und Planungstheorie nach Paderborn. Von 1973 bis 1977 war er dort beurlaubt und zugleich Direktor des nordrhein-westfälischen Forschungs- und Entwicklungszentrums für objektivierte Lehr- und Lernverfahren (FEoLL), wo er u. a. mit Helmar Frank und Miloš Lánský zusammenarbeitete. Seit 1973 war er mit Brigitte Stachowiak-Prästel verheiratet, die auch bei seiner wissenschaftlichen Arbeit mitwirkte.
Im Jahre 1999 verlieh ihm das Institut für Kybernetik Berlin e.V. den Preis für Gesellschafts- und Organisationskybernetik.
Herbert Stachowiak starb 2004 im Alter von 83 Jahren in Berlin. Sein Grab befindet sich auf dem Waldfriedhof Zehlendorf.

## Werk
26-jährig hat stud. math. nat. Herbert Stachowiak beim 1. Dies Academicus des Studentenrates der Universität Berlin 1947 eine Ansprache über „Das Wissenschaftsideal der akademischen Jugend“ gehalten.  Mit dieser Rede hat er Grundzüge seines wissenschaftlichen Lebens vorausbestimmt. Wissenschaft müsse sich der Spannung zwischen zweckfreier Wahrheitssuche und der ethischen Verpflichtung auf humane Lebensbedingungen stellen. Wissenschaft müsse auch die Wertprobleme bedenken, und sie dürfe sich nicht von platten Nützlichkeitsinteressen und unmenschlichen Machtansprüchen in Dienst nehmen lassen. Wissenschaft strebe nach Wahrheit, aber sie müsse in kritischer Reflexion bedenken, „dass es Wahrheit immer nur aus einer Modellperspektive gibt“.
Seit den 1950er Jahren erhielt die Modellperspektive starken Auftrieb durch das neue Erkenntnisprogramm der Kybernetik (Norbert Wiener) und Systemtheorie (Ludwig von Bertalanffy), das geradezu als modellwissenschaftlicher Ansatz charakterisiert werden kann. Folgerichtig heißt Stachowiaks erste Monographie „Denken und Erkennen im kybernetischen Modell“ (1965). Das Modellkonzept verallgemeinert und systematisiert er in dem Standardwerk „Allgemeine Modelltheorie“ (1973). Alle Erkenntnis ist demzufolge Erkenntnis in Modellen. Modelle sind Abbilder der „Wirklichkeit“, die allerdings das Abgebildete notwendigerweise verkürzen. Die jeweilige Formung der Modelle hängt vom Modellkonstrukteur, seiner geschichtlichen und gesellschaftlichen Situation sowie seinen Erkenntnis- oder Gestaltungsinteressen ab. So ist es neben dem Abbildungs- und dem Verkürzungsmerkmal besonders das pragmatische Merkmal, das den Umgang mit Modellen bestimmt. Darum unternimmt Stachowiak eine breit angelegte kritische Bestandsaufnahme der pragmatischen Philosophie und konzipiert einen „Systematischen Neopragmatismus“. Das spiegelt sich in dem eindrucksvollen Sammelwerk „Pragmatik“ (5 Bände, 1986–1995) wider, das, vom Herausgeber jeweils kommentiert und in das Gesamtkonzept eingeordnet, rund hundert namhaften Autoren (u. a. Paul Feyerabend, Jürgen Habermas, Peter Janich, Hans Lenk, Jürgen Mittelstraß, Anatol Rapoport) das Wort gibt.
Herbert Stachowiak ist ein eigenständiger Denker gewesen und hat keine akademische „Bilderbuchlaufbahn“ vorzuweisen. Im Kern einer rationalen und kritischen Philosophie verpflichtet, hat er selber keine „Schule“ gebildet und ist von keiner der maßgeblichen „Schulen“ einbezogen worden. In seiner undogmatischen Grundhaltung hat er Teile dieser Schulmeinungen in sein Denkgebäude zu integrieren gesucht, ist aber damit bei Kollegen nicht immer auf Gegenliebe gestoßen. So ist denn auch seine Philosophie trotz ihrer beeindruckenden Weite, Schlüssigkeit und Modernität bislang nur sehr unzureichend aufgenommen worden.

## Veröffentlichungen
Neben mehr als 200 Aufsätzen in Zeitschriften und Sammelbänden hat Stachowiak u. a. die folgenden Bücher publiziert:
- Denken und Erkennen im kybernetischen Modell, Wien/New York: Springer 1965
- Rationalismus im Ursprung, Wien/New York: Springer 1971
- Allgemeine Modelltheorie, Wien/New York: Springer 1973
- Bedürfnisse, Werte und Normen im Wandel (Hg. m. Th. Ellwein, Th. Herrmann u. K. Stapf), 2 Bände, München: Fink 1982 u. Paderborn: Schöningh 1982
- Problemlösungsoperator Sozialwissenschaft, anwendungsorientierte Modelle der Sozial- und Planungswissenschaften in ihrer Wirksamkeitsproblematik (Hg. mit Norbert Müller), 2 Bände, Stuttgart: Enke 1987
- Pragmatik: Handbuch pragmatischen Denkens (Hg.), 5 Bände, Hamburg: Meiner 1986–1995; Lizenzausgabe Darmstadt: Wissenschaftliche Buchgesellschaft 1997

Seit 2010 gehört der wissenschaftliche Nachlass Herbert Stachowiaks zum Bestand der Handschriften und Nachlassabteilung der Staatsbibliothek zu Berlin.